# Copa da UEFA de 2008–09
A Copa da UEFA de 2008–09 foi a 38ª edição do segundo principal torneio europeu de clubes de futebol. O Shakhtar Donetsk conquistou seu primeiro título da competição após vencer o Werder Bremen por 2–1 na final realizada no Estádio Şükrü Saraçoğlu, em Istambul.

## Qualificação
122 equipes participaram nesta edição, das 53 associações da UEFA. Cada associação pode beneficiar de um certo número de equipas para a Copa da UEFA com base no seu Coeficiente das Ligas Nacionais. Através de competições domésticas (campeonatos nacionais e taças e taças da liga, em certos países) uma associação pode beneficiar até quatro equipes. Abaixo está a qualificação para a temporada 2008–09:
| - Associações 1-6 cada um tem 3 equipes para qualificar - Associações 7-8 têm cada 4 equipes para qualificar - Associações 9-15 têm cada 2 equipes para qualificar - Associações 16-21 cada um tem 3 equipes para qualificar - Associações 22-37 e 39-50 tem 2 equipes para qualificar - Associações 38, 51, 52 tem 1 equipe para qualificar - Associação 53 (Montenegro) tem 2 equipes para qualificar | - 3 entradas por Fair Play - Os vencedores dos 11 Copa Intertoto da UEFA de 2008 - 16 perdedores do processo da 3ª eliminatória da Liga dos Campeões - 8 terceiro colocados da Fase de Grupos da Liga dos Campeões |

1ª pré-eliminatória(74 equipas)
- 33 vencedores de Taças associações 21-53
- 32 segundo classificados de associações 19-37, 39-50 e 53
- 6 terceiro classificados de associações 16-21
- 3 vencedores do prémio Fair Play

2ª pré-eliminatória(64 equipas)
- 37 vencedores da 1ª eliminatória de qualificação
- 6 vencedores da taça de associações 15-20
- 7 terceiro classificados de associações 9-15
- 3 segundo classificados de associações 16-18
- 11 entradas a partir de Copa Intertoto da UEFA de 2008

1ª eliminatória(80 equipas)
- 32 2ª eliminatória de qualificação
- 14 vencedores da taça de associações  1-14
- 2 terceiro classificados de associações 7-8
- 5 quarto classificados de associações 4-8
- 7 quinto classificados de associações de 1-3, 5-8
- 2 sexto classificados de associações 1-2
- 2 vencedores da Taça da Liga de associações 3-4
- 16 entradas a partir de 3ª eliminatória da Liga dos Campeões

Fase de Grupos(40 equipas)
- 40 vencedores da primeira fase

Fases finais(32 equipas)
- 24 top-três acabadoras da Fase de Grupos
- 8 entradas a partir de Fase de Grupos da Liga dos Campeões

## Calendário
O calendário da prova:
| Data                | Evento                         | Data                 | Evento                                   |
| ------------------- | ------------------------------ | -------------------- | ---------------------------------------- |
| 1 de Julho 2008     | Sorteio da 1ª pré-eliminatória | 17 de Dezembro 2008  | Fase de Grupos, 5ª ronda                 |
| 17 de Julho 2008    | 1ª pré-eliminatória, 1ª mão    | 18 de Dezembro 2008  | Fase de Grupos, 5ª ronda                 |
| 31 de Julho 2008    | 1ª pré-eliminatória, 2ª mão    | 19 de Dezembro 2008  | Sorteio dos Dezasseis e oitavos de final |
| 1 de Agosto 2008    | Sorteio da 2ª pré-eliminatória | 18 de Fevereiro 2009 | Dezasseis-avos de final, 1ª mão          |
| 14 de Agosto 2008   | 2ª pré-eliminatória, 1ª mão    | 19 de Fevereiro 2009 | Dezasseis-avos de final, 1ª mão          |
| 28 de Agosto 2008   | 2ª pré-eliminatória, 2ª mão    | 26 de Fevereiro 2009 | Dezasseis-avos de final, 2ª mão          |
| 29 de Agosto 2008   | Sorteio da 1ª eliminatória     | 12 de Março 2009     | Oitavos de final, 1ª mão                 |
| 18 de Setembro 2008 | 1ª eliminatória, 1ª mão        | 18 de Março 2009     | Oitavos de final, 2ª mão                 |
| 2 de Outubro 2008   | 1ª eliminatória, 2ª mão        | 19 de Março 2009     | Oitavos de final, 2ª mão                 |
| 7 de Outubro 2008   | Sorteio da Fase de Grupos      | 20 de Março 2009     | Sorteio das fases restantes              |
| 23 de Outubro 2008  | Fase de Grupos, 1ª ronda       | 9 de Abril 2009      | Quartos de final, 1ª mão                 |
| 6 de Novembro 2008  | Fase de Grupos, 2ª ronda       | 16 de Abril 2009     | Quartos de final, 2ª mão                 |
| 27 de Novembro 2008 | Fase de Grupos, 3ª ronda       | 30 de Abril 2009     | Meias-finais, 1ª mão                     |
| 3 de Dezembro 2008  | Fase de Grupos, 4ª ronda       | 7 de Maio 2009       | Meias-finais, 2ª mão                     |
| 4 de dezembro 2008  | Fase de Grupos, 4ª ronda       | 20 de maio 2009      | Final em Istambul, Turquia               |

## Eliminatórias de qualificação

### 1ª Pré-eliminatória
O sorteio da 1ª pré-eliminatória foi realizado no dia 1 de julho de 2008.
Os jogos de ida foram aconteceram no dia 17 de julho de 2008, e os jogos de volta no dia 31 de julho.
| Equipe 1                  | Total                    | Equipe 2                             | 1.º jogo                 | 2.º jogo                 |
| Região Sul-Mediterrânica  | Região Sul-Mediterrânica | Região Sul-Mediterrânica             | Região Sul-Mediterrânica | Região Sul-Mediterrânica |
| ------------------------- | ------------------------ | ------------------------------------ | ------------------------ | ------------------------ |
| Cherno More               | 9-0                      | Sant Julià                           | 4-0                      | 5-0                      |
| Pelister                  | 0-1                      | APOEL                                | 0-0                      | 0-1                      |
| Vaduz                     | 1-5                      | Zrinjski Mostar                      | 1-2                      | 0-3                      |
| Široki Brijeg             | 3-1                      | Partizani                            | 0-0                      | 3-1                      |
| Ironi Kiryat Shmona       | 4-1                      | Mogren                               | 1-1                      | 3-0                      |
| Koper                     | 1-2                      | Vllaznia Shkodër                     | 1-2                      | 0-0                      |
| Zeta                      | 1-2                      | Interblock Ljubljana                 | 1-1                      | 0-1                      |
| Hapoel Tel Aviv           | 5-0                      | Juvenes/Dogana                       | 3-0                      | 2-0                      |
| Hajduk Split              | 7-0                      | Birkirkara                           | 4-0                      | 3-0                      |
| Omonia                    | 4-1                      | Milano                               | 2-0                      | 2-1                      |
| Marsaxlokk                | 0-8                      | Slaven Belupo                        | 0-4                      | 0-4                      |
| Região Centro-Leste       |                          |                                      |                          |                          |
| Red Bull Salzburg         | 10-0                     | Banants Yerevan                      | 7-0                      | 3-0                      |
| Győri                     | 3-1                      | Zestaponi                            | 1-1                      | 2-1                      |
| Ararat Yerevan            | 1-4                      | Bellinzona                           | 0-1                      | 1-3                      |
| Dacia Chisinau            | 2-4                      | Borac Cacak                          | 1-1                      | 1-3                      |
| Tobol                     | 1-2                      | Austria Wien                         | 1-0                      | 0-2                      |
| Hertha BSC                | 8-1                      | Nistru Otaci                         | 8-1                      | 0-0                      |
| Khazar Lankaran           | 1-5                      | Lech Poznan                          | 0-1                      | 1-4                      |
| Legia Warsaw              | 4-1                      | Gomel                                | 0-0                      | 4-1                      |
| Spartak Trnava            | 2-3                      | WIT Georgia                          | 2-2                      | 0-1                      |
| Partyzan Minsk            | 2-3                      | MŠK Žilina                           | 2-2                      | 0-1                      |
| Shakhter Karagandy        | 1-2                      | Debrecen                             | 1-1                      | 0-1                      |
| Vojvodina                 | 2-1                      | Olimpik Baku                         | 1-0                      | 1-1                      |
| Região Norte              |                          |                                      |                          |                          |
| FH Hafnarfjarðar          | 8-3                      | Grevenmacher                         | 3-2                      | 5-1                      |
| Vėtra                     | 1-2                      | Viking                               | 1-0                      | 0-2                      |
| Racing                    | 1-10                     | Kalmar                               | 0-3                      | 1-7                      |
| Honka                     | 4-2                      | Akranes                              | 3-0                      | 1-2                      |
| Glentoran                 | 1-3                      | Liepājas Metalurgs                   | 1-1                      | 0-2                      |
| Brøndby                   | 3-0                      | B36 Tórshavn                         | 1-0                      | 2-0                      |
| TVMK                      | 0-8                      | Nordsjælland                         | 0-3                      | 0-5                      |
| EB/Streymur               | 0-4                      | Manchester City                      | 0-2                      | 0-2                      |
| Olimps                    | 0-3                      | St. Patrick’s Athletic Football Club | 0-1                      | 0-2                      |
| Djurgården                | 2-2 (g.f.)               | Flora Tallinn                        | 0-0                      | 2-2                      |
| Sūduva                    | 2-0                      | The New Saints                       | 1-0                      | 1-0                      |
| Cliftonville              | 0-11                     | Copenhagen                           | 0-4                      | 0-7                      |
| Cork City                 | 2-6                      | Haka                                 | 2-2                      | 0-4                      |
| Bangor City Football Club | 1-10                     | Midtjylland                          | 1-6                      | 0-4                      |

Legenda:
- g.f. - equipa apurou-se pela Regra do gol fora de casa

### 2ª Pré-eliminatória
O sorteio da 2ª Pré-eliminatória foi a 1 de Agosto de 2008 em Nyon, Suíça, onde entraram 16 equipas por apuramento directo, 37 vencedores da eliminatória anterior, e os 11 finalistas da Copa Intertoto.
Os jogos da primeira mão foram a 14 de Agosto, e os da segunda mão a 28 de Agosto.
| Equipe 1                 | Total                    | Equipe 2                 | 1.º jogo                 | 2.º jogo                 |
| Região Sul-Mediterrânica | Região Sul-Mediterrânica | Região Sul-Mediterrânica | Região Sul-Mediterrânica | Região Sul-Mediterrânica |
| ------------------------ | ------------------------ | ------------------------ | ------------------------ | ------------------------ |
| Široki Brijeg            | 1-6                      | Besiktas                 | 1-2                      | 0-4                      |
| Braga                    | 3-0                      | Zrinjski Mostar          | 1-0                      | 2-0                      |
| Borac Cacak              | 2-1                      | Lokomotiv Sofia          | 1-0                      | 1-1                      |
| Vojvodina                | 0-3                      | Hapoel Tel Aviv          | 0-0                      | 0-3                      |
| Aris Thessaloniki        | 1-2                      | Slaven Belupo            | 1-0                      | 0-2                      |
| Litex Lovech             | 2-1                      | Ironi Kiryat Shmona      | 0-0                      | 2-1                      |
| Deportivo La Coruña      | 2-0                      | Hajduk Split             | 0-0                      | 2-0                      |
| APOEL                    | 5-5 (g.f.)               | Red Star Belgrade        | 2-2                      | 3-3 (a.p.)               |
| Vllaznia Shkodër         | 0-9                      | Napoli                   | 0-3                      | 0-5                      |
| Maccabi Netanya          | 1-3                      | Cherno More              | 1-1                      | 0-2                      |
| AEK Atenas               | 2-3                      | Omonia                   | 0-1                      | 2-2                      |
| Região Centro-Leste      |                          |                          |                          |                          |
| Liepājas Metalurgs       | 1-5                      | Vaslui                   | 0-2                      | 1-3                      |
| Zürich                   | 2-2 (g.p.)               | Sturm Graz               | 1-1                      | 1-1                      |
| Stuttgart                | 6-2                      | Győri                    | 2-1                      | 4-1                      |
| Lech Poznan              | 6-0                      | Grasshopper              | 6-0                      | 0-0                      |
| Slovan Liberec           | 2-4                      | MŠK Žilina               | 1-2                      | 1-2                      |
| WIT Georgia              | 0-2                      | Austria Wien             | (c)                      | 0-2                      |
| Young Boys               | 7-3                      | Debrecen                 | 4-1                      | 3-2                      |
| Legia Warsaw             | 1-4                      | FC Moscou                | 1-2                      | 0-2                      |
| Dnipro Dnipropetrovsk    | 4-4 (g.f.)               | Bellinzona               | 3-2                      | 1-2                      |
| Interblock Ljubljana     | 0-3                      | Hertha BSC               | 0-2                      | 0-1                      |
| Sūduva                   | 2-4                      | Red Bull Salzburg        | 1-4                      | 1-0                      |
| Região Norte             |                          |                          |                          |                          |
| Djurgården               | 2-6                      | Rosenborg                | 2-1                      | 0-5                      |
| Queen of the South       | 2-4                      | Nordsjælland             | 1-2                      | 1-2                      |
| Gent                     | 2-5                      | Kalmar                   | 2-1                      | 0-4                      |
| Manchester City          | 1-1 (g.p.)               | Midtjylland              | 0-1                      | 1-0                      |
| Honka                    | 2-1                      | Viking                   | 0-0                      | 2-1                      |
| Haka                     | 0-6                      | Brøndby                  | 0-4                      | 0-2                      |
| Stabæk                   | 2-3                      | Rennes                   | 2-1                      | 0-2                      |
| Copenhagen               | 7-3                      | Lillestrøm               | 3-1                      | 4-2                      |
| Elfsborg                 | 3-4                      | St. Patrick’s Athletic   | 2-2                      | 1-2                      |
| FH                       | 2-5                      | Aston Villa              | 1-4                      | 1-1                      |

Legenda:
- a.p. - equipe avançou após a prorrogação

## 1ª Eliminatória
O sorteio da 1ª Eliminatória do torneio foi realizado no dia 29 de agosto de 2008.
Para esta fase entram as 32 equipas apuradas directamente para a eliminatória, as vencedoras da 2ª Pré-eliminatória, e também os vencidos da 3ª eliminatória da Liga dos Campeões.
Os jogos da primeira mão foram, na sua maioria, a 18 de Setembro, e os da segunda mão a 2 de Outubro.
| Equipe 1              | Total        | Equipe 2               | 1.º jogo | 2.º jogo   |
| Grupo 1               | Grupo 1      | Grupo 1                | Grupo 1  | Grupo 1    |
| --------------------- | ------------ | ---------------------- | -------- | ---------- |
| Milan                 | 4 - 1        | Zürich                 | 3-1      | 1-0        |
| Politehnica Timisoara | 1 - 3        | Partizan               | 1-2      | 0-1        |
| Hertha Berlim         | 2 - 0        | St. Patrick’s Athletic | 2-0      | 0-0        |
| Baník Ostrava         | 1 - 2        | Spartak Moscovo        | 0-1      | 1-1        |
| Besiktas              | 2 - 4        | Metalist Kharkiv       | 1-2      | 1-4        |
| Grupo 2               |              |                        |          |            |
| Portsmouth            | 4 - 2        | Vitória de Guimarães   | 2-0      | 2-2 (a.p.) |
| Kayserispor           | 1 - 2        | Paris Saint-Germain    | 1-2      | 0-0        |
| Sevilla               | 4 - 0        | Red Bull Salzburg      | 2-0      | 2-0        |
| Wolfsburg             | 2 - 1        | Rapid Bucuresti        | 1-0      | 1-1        |
| Sampdoria             | 7 - 1        | Kaunas                 | 5-0      | 2-1        |
| Grupo 3               |              |                        |          |            |
| Marítimo              | 1 - 3        | Valencia               | 0-1      | 1-2        |
| Dinamo Zagreb         | 3 - 3 (g.f.) | Sparta Praha           | 0-0      | 3-3        |
| Omonia                | 2 - 4        | Manchester City        | 1-2      | 1-2        |
| Young Boys            | 2 - 4        | Club Brugge            | 2-2      | 0-2        |
| Nancy                 | 3 - 0        | Motherwell             | 1-0      | 2-0        |
| Grupo 4               |              |                        |          |            |
| Everton               | 3 - 4        | Standard Liège         | 2-2      | 1-2        |
| Napoli                | 3 - 4        | Benfica                | 3-2      | 0-2        |
| Bellinzona            | 4 - 6        | Galatasaray            | 3-4      | 1-2        |
| NEC Nijmegen          | 1 - 0        | Dinamo Bucharest       | 1-0      | 0-0        |
| Racing Santander      | 2 - 0        | Honka                  | 1-0      | 1-0        |

| Equipe 1           | Total             | Equipe 2            | 1.º jogo | 2.º jogo   |
| Grupo 5            | Grupo 5           | Grupo 5             | Grupo 5  | Grupo 5    |
| ------------------ | ----------------- | ------------------- | -------- | ---------- |
| APOEL              | 2 - 5             | Schalke             | 1-4      | 1-1        |
| Litex Lovech       | 2 - 4             | Aston Villa         | 1-3      | 1-1        |
| Austria Wien       | 4 - 5             | Lech Poznan         | 2-1      | 2-4 (a.p.) |
| Vitória de Setúbal | 3 - 6             | Heerenveen          | 1-1      | 2-5        |
| Brann              | 2 - 2 (2-3)(g.p.) | Deportivo La Coruña | 2-0      | 0-2 (a.p.) |
| Grupo 6            |                   |                     |          |            |
| Slavia Praga       | 1 - 1 (g.f.)      | Vaslui              | 0-0      | 1-1        |
| Slaven Belupo      | 1 - 3             | CSKA Moscou         | 1-2      | 0-1        |
| Brøndby            | 3 - 5             | Rosenborg           | 1-2      | 2-3        |
| Cherno More        | 3 - 4             | Stuttgart           | 1-2      | 2-2        |
| Rennes             | 2 - 2 (g.f.)      | FC Twente           | 2-1      | 0-1        |
| Grupo 7            |                   |                     |          |            |
| Borac Cacak        | 1 - 6             | Ajax                | 1-4      | 0-2        |
| Tottenham          | 3 - 2             | Wisla Kraków        | 2-1      | 1-1        |
| FC Moscou          | 2 - 3             | Copenhagen          | 1-2      | 1-1        |
| MŠK Žilina         | 2 - 1             | Levski Sofia        | 1-1      | 1-0        |
| Borussia Dortmund  | 2 - 2 (3-4)(g.p.) | Udinese             | 0-2      | 2-0 (a.p.) |
| Grupo 8            |                   |                     |          |            |
| Braga              | 6 - 0             | Artmedia Petržalka  | 4-0      | 2-0        |
| Feyenoord          | 2 - 2 (g.f.)      | Kalmar              | 0-1      | 2-1        |
| Hamburgo           | 2 - 0             | Unirea Urziceni     | 0-0      | 2-0        |
| Hapoel Tel Aviv    | 2 - 4             | Saint-Étienne       | 1-2      | 1-2        |
| Nordsjælland       | 0 - 7             | Olympiacos          | 0-2      | 0-5        |

Legenda:
- a.p. - equipa apurou-se após prolongamento)

## Fase de grupos
O sorteio para a fase de grupos realizou-se na sede da UEFA em Nyon, Suíça, a 7 de Outubro de 2008. As 40 equipas no sorteio foram divididas em cinco potes com base em seus coeficientes da UEFA. As oito equipes com o maior coeficiente da UEFA foram atribuídos ao Pote 1, as oito seguintes para Pote 2, e assim por diante. Uma equipa de cada pote foi sorteada para cada grupo, com a restrição de que nenhuma equipa poderia defrontar outra do mesmo país.
| Pote 1 - Milan - Sevilla - Valencia - Benfica - Schalke 04 - CSKA Moscou - Tottenham - Hamburgo | Pote 2 - Stuttgart - Ajax - Olympiacos - Deportivo La Coruña - Club Brugge - Spartak Moscou - Paris Saint-Germain - Heerenveen | Pote 3 - Rosenborg - Udinese - Feyenoord - Braga - Sparta Praha - Manchester City - Galatasaray - Sampdoria | Pote 4 - Hertha Berlin - Partizan - Nancy - Portsmouth - Aston Villa - Racing Santander - Copenhagen - Dinamo Zagreb | Pote 5 - Saint-Étienne - Wolfsburg - Standard Liège - Twente - NEC Nijmegen - Metalist Kharkiv - Lech Poznan - Žilina |

Legenda:
| Classificados para os Dezasseis-avos de Final |
| Eliminados                                    |

| Equipa              | Pts | J | V | E | D | GM | GS | GA |
| ------------------- | --- | - | - | - | - | -- | -- | -- |
| 1. Manchester City  | 7   | 4 | 2 | 1 | 1 | 6  | 5  | +1 |
| 2. FC Twente        | 6   | 4 | 2 | 0 | 2 | 5  | 8  | -3 |
| 3. PSG              | 5   | 4 | 1 | 2 | 1 | 7  | 5  | +2 |
| 4. Racing Santander | 5   | 4 | 1 | 2 | 1 | 6  | 5  | +1 |
| 5. Schalke 04       | 4   | 4 | 1 | 1 | 2 | 5  | 6  | -1 |

| 23/10/2008          |     |                     |
| Twente              | 1–0 | Racing Santander    |
| Schalke 04          | 3–1 | Paris Saint-Germain |
| 6/11/2008           |     |                     |
| Racing Santander    | 1-1 | Schalke 04          |
| Manchester City     | 3-2 | Twente              |
| 27/11/2008          |     |                     |
| Paris Saint-Germain | 2-2 | Racing Santander    |
| Schalke 04          | 0-2 | Manchester City     |
| 3/12/2008           |     |                     |
| Manchester City     | 0-0 | Paris Saint-Germain |
| Twente              | 2-1 | Schalke 04          |
| 18/12/2008          |     |                     |
| Paris Saint-Germain | 4-0 | Twente              |
| Racing Santander    | 3-1 | Manchester City     |

| Equipa              | Pts | J | V | E | D | GM | GS | GA |
| ------------------- | --- | - | - | - | - | -- | -- | -- |
| 1. Metalist Kharkiv | 10  | 4 | 3 | 1 | 0 | 3  | 0  | +2 |
| 2. Galatasaray      | 9   | 4 | 3 | 0 | 1 | 4  | 1  | +3 |
| 3. Olympiacos       | 6   | 4 | 2 | 0 | 2 | 9  | 3  | +6 |
| 4. Hertha Berlin    | 2   | 4 | 0 | 2 | 2 | 2  | 7  | -5 |
| 5. Benfica          | 1   | 4 | 0 | 1 | 3 | 2  | 9  | -7 |

| 23/10/2008       |     |                  |
| Hertha BSC       | 1–1 | Benfica          |
| Galatasaray      | 1–0 | Olympiacos       |
| 6/11/2008        |     |                  |
| Benfica          | 0-2 | Galatasaray      |
| Metalist Kharkiv | 0-0 | Hertha BSC       |
| 27/11/2008       |     |                  |
| Olympiacos       | 5-1 | Benfica          |
| Galatasaray      | 0-1 | Metalist Kharkiv |
| 3/12/2008        |     |                  |
| Metalist Kharkiv | 1-0 | Olympiacos       |
| Hertha BSC       | 0-1 | Galatasaray      |
| 18/12/2008       |     |                  |
| Olympiacos       | 4-0 | Hertha BSC       |
| Benfica          | 0-1 | Metalist Kharkiv |

| Equipa            | Pts | J | V | E | D | GM | GS | GA |
| ----------------- | --- | - | - | - | - | -- | -- | -- |
| 1. Standard Liège | 9   | 4 | 3 | 0 | 1 | 5  | 3  | +2 |
| 2. Stuttgart      | 7   | 4 | 2 | 1 | 1 | 6  | 3  | +3 |
| 3. Sampdoria      | 7   | 4 | 2 | 1 | 1 | 4  | 5  | -1 |
| 4. Sevilla        | 6   | 4 | 2 | 0 | 2 | 5  | 2  | +3 |
| 5. Partizan       | 0   | 4 | 0 | 0 | 4 | 1  | 8  | -7 |

| 23/10/2008     |     |                |
| Sevilla        | 2–0 | Stuttgart      |
| Partizan       | 1–2 | Sampdoria      |
| 6/11/2008      |     |                |
| Stuttgart      | 2-0 | Partizan       |
| Standard Liège | 1-0 | Sevilla        |
| 27/11/2008     |     |                |
| Sampdoria      | 1-1 | Stuttgart      |
| Partizan       | 0-1 | Standard Liège |
| 3/12/2008      |     |                |
| Standard Liège | 3-0 | Sampdoria      |
| Sevilla        | 3-0 | Partizan       |
| 18/12/2008     |     |                |
| Sampdoria      | 1-0 | Sevilla        |
| Stuttgart      | 3-0 | Standard Liège |

| Equipa            | Pts | J | V | E | D | GM | GS | GA |
| ----------------- | --- | - | - | - | - | -- | -- | -- |
| 1. Udinese        | 9   | 4 | 3 | 0 | 1 | 6  | 4  | +2 |
| 2. Tottenham      | 7   | 4 | 2 | 1 | 1 | 7  | 4  | +3 |
| 3. NEC Nijmegen   | 6   | 4 | 2 | 0 | 2 | 6  | 5  | +1 |
| 4. Spartak Moscow | 4   | 4 | 1 | 1 | 2 | 5  | 6  | -1 |
| 5. Dinamo Zagreb  | 3   | 4 | 1 | 0 | 3 | 5  | 7  | -2 |

| 23/10/2008        |     |                   |
| Udinese           | 2–0 | Tottenham Hotspur |
| Dinamo Zagreb     | 3–2 | NEC               |
| 6/11/2008         |     |                   |
| Tottenham Hotspur | 4-0 | Dinamo Zagreb     |
| Spartak Moscow    | 1-2 | Udinese           |
| 27/11/2008        |     |                   |
| NEC               | 0-1 | Tottenham Hotspur |
| Dinamo Zagreb     | 0-1 | Spartak Moscow    |
| 3/12/2008         |     |                   |
| Spartak Moscow    | 1-2 | NEC               |
| Udinese           | 2-1 | Dinamo Zagreb     |
| 18/12/2008        |     |                   |
| NEC               | 2-0 | Udinese           |
| Tottenham Hotspur | 2-2 | Spartak Moscow    |

| Equipa        | Pts | J | V | E | D | GM | GS | GA  |
| ------------- | --- | - | - | - | - | -- | -- | --- |
| 1. Wolfsburg  | 10  | 4 | 3 | 1 | 0 | 13 | 7  | +6  |
| 2. Milan      | 8   | 4 | 2 | 2 | 0 | 8  | 5  | +3  |
| 3. Braga      | 6   | 4 | 2 | 0 | 2 | 7  | 5  | +2  |
| 4. Portsmouth | 4   | 4 | 1 | 1 | 2 | 7  | 8  | -1  |
| 5. Heerenveen | 0   | 4 | 0 | 0 | 4 | 3  | 13 | -10 |

| 23/10/2008 |     |            |
| Heerenveen | 1–3 | Milan      |
| Braga      | 3–0 | Portsmouth |
| 6/11/2008  |     |            |
| Milan      | 1-0 | Braga      |
| Wolfsburg  | 5-1 | Heerenveen |
| 27/11/2008 |     |            |
| Portsmouth | 2-2 | Milan      |
| Braga      | 2-3 | Wolfsburg  |
| 4/12/2008  |     |            |
| Wolfsburg  | 3-2 | Portsmouth |
| Heerenveen | 1-2 | Braga      |
| 17/12/2008 |     |            |
| Portsmouth | 3-0 | Heerenveen |
| Milan      | 2-2 | Wolfsburg  |

| Equipa          | Pts | J | V | E | D | GM | GS | GA |
| --------------- | --- | - | - | - | - | -- | -- | -- |
| 1. Hamburgo     | 9   | 4 | 3 | 0 | 1 | 7  | 3  | +4 |
| 2. Ajax         | 7   | 4 | 2 | 1 | 1 | 5  | 4  | +1 |
| 3. Aston Villa  | 6   | 4 | 2 | 0 | 2 | 5  | 6  | -1 |
| 4. Žilina       | 4   | 4 | 1 | 1 | 2 | 3  | 4  | -1 |
| 5. Slavia Praga | 2   | 4 | 0 | 2 | 2 | 2  | 5  | -3 |

| 23/10/2008    |     |               |
| Aston Villa   | 2–1 | Ajax          |
| MŠK Žilina    | 1–2 | Hamburg       |
| 6/11/2008     |     |               |
| Ajax          | 1-0 | MŠK Žilina    |
| Slavia Prague | 0-1 | Aston Villa   |
| 27/11/2008    |     |               |
| Hamburg       | 0-1 | Ajax          |
| MŠK Žilina    | 0-0 | Slavia Prague |
| 4/12/2008     |     |               |
| Slavia Prague | 0-2 | Hamburg       |
| Aston Villa   | 1-2 | MŠK Žilina    |
| 17/12/2008    |     |               |
| Hamburg       | 3-1 | Aston Villa   |
| Ajax          | 2-2 | Slavia Prague |

| Equipa           | Pts | J | V | E | D | GM | GS | GA |
| ---------------- | --- | - | - | - | - | -- | -- | -- |
| 1. Saint-Étienne | 8   | 4 | 2 | 2 | 0 | 8  | 3  | +5 |
| 2. Valencia      | 6   | 4 | 1 | 3 | 0 | 7  | 3  | +4 |
| 3. Copenhagen    | 5   | 4 | 1 | 2 | 1 | 4  | 5  | -1 |
| 4. Club Brugge   | 3   | 4 | 0 | 3 | 1 | 2  | 3  | -1 |
| 5. Rosenborg     | 2   | 4 | 0 | 2 | 2 | 1  | 8  | -7 |

| 23/10/2008    |     |               |
| Copenhagen    | 1–3 | Saint-Étienne |
| Rosenborg     | 0–0 | Club Brugge   |
| 6/11/2008     |     |               |
| Saint-Étienne | 3-0 | Rosenborg     |
| Valencia      | 1-1 | Copenhagen    |
| 27/11/2008    |     |               |
| Club Brugge   | 1-1 | Saint-Étienne |
| Rosenborg     | 0-4 | Valencia      |
| 4/12/2008     |     |               |
| Valencia      | 1-1 | Club Brugge   |
| Copenhagen    | 1-1 | Rosenborg     |
| 17/12/2008    |     |               |
| Club Brugge   | 0-1 | Copenhagen    |
| Saint-Étienne | 2-2 | Valencia      |

| Equipa                 | Pts | J | V | E | D | GM | GS | GA |
| ---------------------- | --- | - | - | - | - | -- | -- | -- |
| 1. CSKA Moscou         | 12  | 4 | 4 | 0 | 0 | 12 | 5  | +7 |
| 2. Deportivo La Coruña | 7   | 4 | 2 | 1 | 1 | 5  | 4  | +1 |
| 3. Lech Poznan         | 5   | 4 | 1 | 2 | 1 | 5  | 5  | 0  |
| 4. Nancy               | 4   | 4 | 1 | 1 | 2 | 8  | 7  | +1 |
| 5. Feyenoord           | 0   | 4 | 0 | 0 | 4 | 1  | 10 | -9 |

| 23/10/2008  |     |             |
| Nancy       | 3–0 | Feyenoord   |
| CSKA Moscow | 3–0 | Deportivo   |
| 6/11/2008   |     |             |
| Feyenoord   | 1-3 | CSKA Moscow |
| Lech Poznan | 2-2 | Nancy       |
| 27/11/2008  |     |             |
| Deportivo   | 3-0 | Feyenoord   |
| CSKA Moscow | 2-1 | Lech Poznan |
| 4/12/2008   |     |             |
| Lech Poznan | 1-1 | Deportivo   |
| Nancy       | 3-4 | CSKA Moscow |
| 17/12/2008  |     |             |
| Deportivo   | 1-0 | Nancy       |
| Feyenoord   | 0-1 | Lech Poznan |

## Fase Final
Todas as rondas na fase final são a duas mãos, com excepção para a final. No caso do resultado agregado ser idêntico em golos para as duas equipas após o tempo normal do segundo jogo, a equipe vencedora será aquela que mais marcar fora; se mesmo assim for idêntico joga-se tempo extra. (A regra de golos fora também se aplica se no final do tempo extra.) Se não houver golos marcados no tempo extra, o empate é decidido através de grandes penalidades.

## Eliminatórias
| Dezasseis-avos finais | Dezasseis-avos finais | Dezasseis-avos finais | Dezasseis-avos finais |  |                  | Oitavos-finais         | Oitavos-finais | Oitavos-finais | Oitavos-finais |  |  | Quartos-finais      | Quartos-finais | Quartos-finais | Quartos-finais |  |  | Semi-finais      | Semi-finais | Semi-finais | Semi-finais |  |  | Final            | Final |
|                       |                       |                       |                       |  |                  |                        |                |                |                |  |  |                     |                |                |                |  |  |                  |             |             |             |  |  |                  |       |
| Paris Saint-Germain   | 2                     | 3                     | 5                     |  |                  |                        |                |                |                |  |  |                     |                |                |                |  |  |                  |             |             |             |  |  |                  |       |
| Wolfsburg             | 0                     | 1                     | 1                     |  |                  | Paris Saint-Germain    | 0              | 1              | 1              |  |  |                     |                |                |                |  |  |                  |             |             |             |  |  |                  |       |
| Braga                 | 3                     | 1                     | 4                     |  | Braga            | 0                      | 0              | 0              |                |  |  |                     |                |                |                |  |  |                  |             |             |             |  |  |                  |       |
| Standard Liège        | 0                     | 1                     | 1                     |  |                  |                        |                |                |                |  |  | Paris Saint-Germain | 0              | 0              | 0              |  |  |                  |             |             |             |  |  |                  |       |
| Dínamo de Kiev (g.f.) | 1                     | 2                     | 3                     |  |                  |                        |                |                |                |  |  | Dínamo de Kiev      | 0              | 3              | 3              |  |  |                  |             |             |             |  |  |                  |       |
| Valencia              | 1                     | 2                     | 3                     |  |                  | Dínamo de Kiev (g.f.)  | 1              | 2              | 3              |  |  |                     |                |                |                |  |  |                  |             |             |             |  |  |                  |       |
| Sampdoria             | 0                     | 0                     | 0                     |  | Metalist Kharkiv | 0                      | 3              | 3              |                |  |  |                     |                |                |                |  |  |                  |             |             |             |  |  |                  |       |
| Metalist Kharkiv      | 1                     | 2                     | 3                     |  |                  |                        |                |                |                |  |  |                     |                |                |                |  |  | Dínamo de Kiev   | 1           | 1           | 2           |  |  |                  |       |
| Aston Villa           | 1                     | 0                     | 1                     |  |                  |                        |                |                |                |  |  |                     |                |                |                |  |  | Shakhtar Donetsk | 1           | 2           | 3           |  |  |                  |       |
| CSKA Moscou           | 1                     | 2                     | 3                     |  |                  | CSKA Moscou            | 1              | 0              | 1              |  |  |                     |                |                |                |  |  |                  |             |             |             |  |  |                  |       |
| Shakhtar Donetsk      | 2                     | 1                     | 3                     |  | Shakhtar Donetsk | 0                      | 2              | 2              |                |  |  |                     |                |                |                |  |  |                  |             |             |             |  |  |                  |       |
| Tottenham Hotspur     | 0                     | 1                     | 1                     |  |                  |                        |                |                |                |  |  | Shakhtar Donetsk    | 2              | 2              | 4              |  |  |                  |             |             |             |  |  |                  |       |
| Marseille (g.p.)      | 0                     | 1                     | 1(7)                  |  |                  |                        |                |                |                |  |  | Marseille           | 0              | 1              | 1              |  |  |                  |             |             |             |  |  |                  |       |
| Twente                | 1                     | 0                     | 1(6)                  |  |                  | Marseille              | 2              | 2              | 4              |  |  |                     |                |                |                |  |  |                  |             |             |             |  |  |                  |       |
| Fiorentina            | 0                     | 1                     | 1                     |  | Ajax             | 2                      | 1              | 3              |                |  |  |                     |                |                |                |  |  |                  |             |             |             |  |  |                  |       |
| Ajax                  | 1                     | 1                     | 2                     |  |                  |                        |                |                |                |  |  |                     |                |                |                |  |  |                  |             |             |             |  |  | Shakhtar Donetsk | 2     |
| Werder Bremen (g.f.)  | 1                     | 2                     | 3                     |  |                  |                        |                |                |                |  |  |                     |                |                |                |  |  |                  |             |             |             |  |  | Werder Bremen    | 1     |
| Milan                 | 1                     | 2                     | 3                     |  |                  | Werder Bremen          | 1              | 2              | 3              |  |  |                     |                |                |                |  |  |                  |             |             |             |  |  |                  |       |
| Olympiacos            | 1                     | 1                     | 2                     |  | Saint-Étienne    | 0                      | 2              | 2              |                |  |  |                     |                |                |                |  |  |                  |             |             |             |  |  |                  |       |
| Saint-Étienne         | 2                     | 3                     | 5                     |  |                  |                        |                |                |                |  |  | Werder Bremen       | 3              | 3              | 6              |  |  |                  |             |             |             |  |  |                  |       |
| Lech Poznań           | 2                     | 1                     | 3                     |  |                  |                        |                |                |                |  |  | Udinese             | 1              | 3              | 4              |  |  |                  |             |             |             |  |  |                  |       |
| Udinese               | 2                     | 2                     | 4                     |  |                  | Udinese                | 2              | 0              | 2              |  |  |                     |                |                |                |  |  |                  |             |             |             |  |  |                  |       |
| Zenit                 | 2                     | 2                     | 4                     |  | Zenit            | 0                      | 1              | 1              |                |  |  |                     |                |                |                |  |  |                  |             |             |             |  |  |                  |       |
| Stuttgart             | 1                     | 1                     | 2                     |  |                  |                        |                |                |                |  |  |                     |                |                |                |  |  | Werder Bremen    | 0           | 3           | 3           |  |  |                  |       |
| NEC Nijmegen          | 0                     | 0                     | 0                     |  |                  |                        |                |                |                |  |  |                     |                |                |                |  |  | Hamburgo         | 1           | 2           | 3           |  |  |                  |       |
| Hamburgo              | 3                     | 1                     | 4                     |  |                  | Hamburgo               | 1              | 3              | 4              |  |  |                     |                |                |                |  |  |                  |             |             |             |  |  |                  |       |
| Bordeaux              | 0                     | 3                     | 3                     |  | Galatasaray      | 1                      | 2              | 3              |                |  |  |                     |                |                |                |  |  |                  |             |             |             |  |  |                  |       |
| Galatasaray           | 0                     | 4                     | 4                     |  |                  |                        |                |                |                |  |  | Hamburgo            | 3              | 2              | 5              |  |  |                  |             |             |             |  |  |                  |       |
| Copenhagen            | 2                     | 1                     | 3                     |  |                  |                        |                |                |                |  |  | Manchester City     | 1              | 3              | 4              |  |  |                  |             |             |             |  |  |                  |       |
| Manchester City       | 2                     | 2                     | 4                     |  |                  | Manchester City (g.p.) | 2              | 0              | 2(4)           |  |  |                     |                |                |                |  |  |                  |             |             |             |  |  |                  |       |
| AaB Aalborg           | 3                     | 3                     | 6                     |  | AaB Aalborg      | 0                      | 2              | 2(3)           |                |  |  |                     |                |                |                |  |  |                  |             |             |             |  |  |                  |       |
| Deportivo La Coruña   | 0                     | 1                     | 1                     |  |                  |                        |                |                |                |  |  |                     |                |                |                |  |  |                  |             |             |             |  |  |                  |       |

### Dezasseis-avos de Final

#### Sorteio
O sorteio realizou-se a 19 de Dezembro de 2008, em Nyon, na Suíça, e os jogos estão agendados para 18 de Fevereiro a primeira mão, e dia 26 de Fevereiro a segunda mão.
Nesta fase da competição jogarão as 24 equipas apuradas da fase de grupos bem como as 8 equipas que ficaram no terceiro lugar de cada um de grupos da fase de grupos da Liga dos Campeões. Decorrerá da seguinte forma:
- As oito primeiro classificadas de cada grupo jogaram contra as oito terceiro classificadas;
- As oito segundo classificadas de cada grupo jogaram contra as oito terceiro classificadas de cada grupo da fase de grupos da Liga dos Campeões.

| Grupo | Vencedor do Grupo | Segundo-lugar do grupo | Terceiro-lugar do grupo | Terceiro lugar na Liga dos Campeões (fase de grupos) |
| ----- | ----------------- | ---------------------- | ----------------------- | ---------------------------------------------------- |
| A     | Manchester City   | Twente                 | Paris Saint-Germain     | Bordeaux                                             |
| B     | Metalist Kharkiv  | Galatasaray            | Olympiacos              | Werder Bremen                                        |
| C     | Standard Liège    | Stuttgart              | Sampdoria               | Shaktar Donetsk                                      |
| D     | Udinese           | Tottenham Hotspur      | NEC Nijmegen            | Marseille                                            |
| E     | Wolfsburg         | Milan                  | Braga                   | AaB Aalborg                                          |
| F     | Hamburgo          | Ajax                   | Aston Villa             | Fiorentina                                           |
| G     | Saint-Étienne     | Valencia               | Copenhagen              | Dínamo de Kiev                                       |
| H     | CSKA Moscou       | Deportivo La Coruña    | Lech Poznań             | Zenit                                                |

#### Jogos
Os jogos realizaram-se a 18 e 19 de Fevereiro de 2009 para a primeira mão, e 26 de Fevereiro, para a segunda mão.
| Equipe 1               | Total            | Equipe 2            | 1.º jogo | 2.º jogo |
| ---------------------- | ---------------- | ------------------- | -------- | -------- |
| Paris Saint-Germain    | 5 - 1            | Wolfsburg           | 2 – 0    | 3 - 1    |
| Copenhagen             | 3 - 4            | Manchester City     | 2 - 2    | 1 - 2    |
| NEC Nijmegen           | 0 - 4            | Hamburgo            | 0 – 3    | 0 - 1    |
| Sampdoria              | 0 - 3            | Metalist Kharkiv    | 0 – 1    | 0 - 2    |
| Braga                  | 4 - 1            | Standard Liège      | 3 – 0    | 1 - 1    |
| Aston Villa            | 1 - 3            | CSKA Moscou         | 1 – 1    | 0 - 2    |
| Lech Poznań            | 3 - 4            | Udinese             | 2 - 2    | 1 - 2    |
| Olympiacos             | 2 - 5            | Saint-Étienne       | 1 – 3    | 1 - 2    |
| Fiorentina             | 1 - 2            | Ajax                | 0 - 1    | 1 - 1    |
| AaB Aalborg            | 6 - 1            | Deportivo La Coruña | 3 – 0    | 3 - 1    |
| Werder Bremen          | 3 - 3 (g.f.)     | Milan               | 1 – 1    | 2 - 2    |
| Bordeaux               | 3 - 4            | Galatasaray         | 0 – 0    | 3 - 4    |
| Dínamo de Kiev         | 3 - 3 (g.f.)     | Valencia            | 1 – 1    | 2 - 2    |
| Zenit                  | 4 - 2            | Stuttgart           | 2 – 1    | 2 - 1    |
| Olympique de Marseille | 1 - 1 (7-6 g.p.) | Twente              | 0 - 1    | 1 - 0    |
| Shakhtar Donetsk       | 3 - 1            | Tottenham           | 2 - 0    | 1 - 1    |

### Oitavas-de-final
O sorteio para os oitavos finais teve lugar a 19 de Dezembro de 2008, imediatamente após o sorteio para os Dezasseis-avos de Final. Cada jogo na dos dezasseis-avos foi numerado e as equipas foram sorteadas para os oitavos-finais. Os jogos da primeira mão realizaram-se a 12 de março, e os da segunda mão a 18 e 19 de Março.
| Equipe 1               | Total           | Equipe 2         | 1.º jogo | 2.º jogo |
| ---------------------- | --------------- | ---------------- | -------- | -------- |
| Werder Bremen          | 3 - 2           | Saint-Étienne    | 1-0      | 2-2      |
| CSKA Moscou            | 1 - 2           | Shakhtar Donetsk | 1-0      | 0-2      |
| Udinese                | 2 - 1           | Zenit            | 2-0      | 0-1      |
| Paris Saint-Germain    | 1 - 0           | Braga            | 0-0      | 1-0      |
| Dínamo de Kiev         | 3 - 3 (g.f.)    | Metalist Kharkiv | 1-0      | 2-3      |
| Manchester City        | 2 - 2 (4-3g.p.) | AaB Aalborg      | 2-0      | 0-2      |
| Olympique de Marseille | 4 - 3 (a.p.)    | Ajax             | 2-1      | 2-2      |
| Hamburgo               | 4 - 3           | Galatasaray      | 1-1      | 3-2      |

### Quartas-de-final
O sorteio para as quartas-de-final da competição teve lugar em Nyon, Suíça, no dia 20 de março de 2009. Não houve cabeças de série, o que significa que foi um sorteio inteiramente aleatório.
Os jogos da primeira mão foram no dia 9 de abril, e os da segunda estão previstos para 16 de abril.
| Equipe 1            | Total | Equipe 2               | 1.º jogo | 2.º jogo |
| ------------------- | ----- | ---------------------- | -------- | -------- |
| Hamburgo            | 4 - 3 | Manchester City        | 3-1      | 1-2      |
| Paris Saint-Germain | 0 - 3 | Dínamo de Kiev         | 0-0      | 0-3      |
| Shakhtar Donetsk    | 4 - 1 | Olympique de Marseille | 2-0      | 2-1      |
| Werder Bremen       | 6 - 4 | Udinese                | 3-1      | 3-3      |

### Semifinais
Os jogos de ida foram no dia 30 de abril, e os de volta no dia 7 de maio.
| Equipe 1       | Total        | Equipe 2         | 1.º jogo | 2.º jogo |
| -------------- | ------------ | ---------------- | -------- | -------- |
| Werder Bremen  | 3 - 3 (g.f.) | Hamburgo         | 0-1      | 3-2      |
| Dínamo de Kiev | 2 - 3        | Shakhtar Donetsk | 1-1      | 1-2      |

### Final
A final da Copa da UEFA de 2008–09 foi realizada no dia 20 de maio de 2009, no Estádio Şükrü Saraçoğlu, em Istanbul. Esta foi a primeira vez que a final da competição aconteceu na Turquia.
| 20 de maio de 2009 | Shakhtar Donetsk              | 2 - 1 (a.p.) | Werder Bremen | Estádio Şükrü Saraçoğlu, Istambul              |
| 20:45              | Luiz Adriano 25' · Jadson 97' | Relatório    | Naldo 35'     | Público: 37,357 Árbitro: Luis Medina Cantalejo |

## Artilheiros
| # | Jogador            | Equipa              | Golos |
| - | ------------------ | ------------------- | ----- |
| 1 | Vágner Love        | CSKA Moscou         | 11    |
| 2 | Ivica Olić         | Hamburgo            | 9     |
| 3 | Fabio Quagliarella | Udinese             | 8     |
| 4 | Diego              | Werder Bremen       | 6     |
| 4 | Luís Aguiar        | Braga               | 6     |
| 4 | Mario Gómez        | Stuttgart           | 6     |
| 4 | Péguy Luyindula    | Paris Saint-Germain | 6     |
| 8 | Claudio Pizarro    | Werder Bremen       | 5     |
| 8 | Milan Baroš        | Galatasaray         | 5     |
| 8 | Diogo              | Olympiacos          | 5     |
| 8 | Ilan               | Saint-Étienne       | 5     |
| 8 | Albert Meyong      | Braga               | 5     |
| 8 | Mladen Petrić      | Hamburgo            | 5     |
| 8 | Hernán Rengifo     | Lech Poznań         | 5     |
| 8 | Luis Suárez        | Ajax                | 5     |